# Lansing (Minnesota)
Lansing es un lugar designado por el censo ubicado en el condado de Mower en el estado estadounidense de Minnesota. En el Censo de 2010 tenía una población de 181 habitantes y una densidad poblacional de 89,02 personas por km².

## Geografía
Lansing se encuentra ubicado en las coordenadas 43°44′52″N 92°57′57″O / 43.74778, -92.96583. Según la Oficina del Censo de los Estados Unidos, Lansing tiene una superficie total de 2.03 km², de la cual 2.03 km² corresponden a tierra firme y (0%) 0 km² es agua.

## Demografía
Según el censo de 2010, había 181 personas residiendo en Lansing. La densidad de población era de 89,02 hab./km². De los 181 habitantes, Lansing estaba compuesto por el 99.45% blancos, el 0% eran afroamericanos, el 0% eran amerindios, el 0.55% eran asiáticos, el 0% eran isleños del Pacífico, el 0% eran de otras razas y el 0% pertenecían a dos o más razas. Del total de la población el 3.31% eran hispanos o latinos de cualquier raza.